# Hardy-egyenlőtlenség
A Hardy-egyenlőtlenség diszkrét formája azt mondja ki, hogy ha {\displaystyle a_{1},a_{2},\dots } nemnegatív valósokból álló sorozat és {\displaystyle p>1}, akkor
teljesül, ahol {\displaystyle S_{n}=a_{1}+\cdots +a_{n}}. A szereplő {\displaystyle \left({\frac {p}{p-1}}\right)^{p}}konstans pontos.
Összefoglalva, nagyjából arról van szó, hogy egy sorozat hatványösszege (1-nél nagyobb valós kitevő esetén) mindig legalább akkora, mint a sorozat átlagainak hatványösszegének egy konstansszorosa (mely konstans csak a kitevőtől függ).
A Hardy-egyenlőtlenség folytonos, integrálos változata:
{\displaystyle \int _{0}^{\infty }\left({\frac {1}{x}}\int _{0}^{x}f(t)\,dt\right)^{p}\operatorname {d} x\leq \left({\frac {p}{p-1}}\right)^{p}\int _{0}^{\infty }f(x)^{p}\,dx.}
minden olyan f(x) integrálható függvényre, ami sehol sem negatív, és egyenlőség akkor és csak akkor áll fenn, ha f(x) = 0 majdnem mindenütt.
Az egyenlőtlenség először 1920-ban jelent meg Hardy jegyzetében, bizonyítás nélkül. Az eredeti megfogalmazás az integrálos egyenlőtlenség egy másik alakja volt. Az egyenlőtlenség bizonyítható a Hardy-Littlewood maximálfüggvénnyel és a maximálfüggvények elméletének felhasználásával.
Magasabb dimenzióban az egyenlőtlenség szintén teljesül, de ott a konstans szorzó p-n kívül a tartománytól is függ. Konvex tartományokra például vehető 1/4-nek, de vannak sima tartományok, amikre ez a szám kisebb. Sőt, vannak tartományok, amikre ez a szorzó nem pozitív. A tételnek van súlyozott, és nem korlátos tartományra általánosított változata is.
Az egyenlőtlenséget alkalmazzák a Markov-folyamatok, és az Lp-terek elméletében.